# Josef Faustenhammer
Josef Faustenhammer (* 9. Dezember 1934 in Sieghartskirchen; † 3. Dezember 2017 in Tulln) war ein österreichischer Politiker (SPÖ).

## Leben
Josef Faustenhammer erlernte nach dem Besuch der Volks- und Hauptschule den Lehrberuf des Maurers. Danach war er in seinem Beruf tätig. Er engagierte sich in der Gewerkschaft und wurde 1970 zum Sekretär der Gewerkschaft der Bau- und Holzarbeiter in Niederösterreich gewählt. Von 1979 bis 1991 war er Kammerrat in der niederösterreichischen Kammer für Arbeiter und Angestellte.
Bereits 1968 zog er als sozialdemokratisches Mitglied in den Gemeinderat von Sieghartskirchen ein, 1975 wurde er Mitglied des Gemeindevorstands. Später wurde er Mitglied des Landesparteivorstands der SPÖ Niederösterreich.
Von Oktober 1991 bis März 1994 vertrat er die Interessen Niederösterreichs als Mitglied des Bundesrats in Wien.
Träger der Viktor Adler Plakette